# Grandes Moinhos Minetti Gamba
Os Grandes Moinhos Minetti Gamba são um conjunto de fábricas e galpões localizados no bairro da Mooca, na Zona Leste de São Paulo (Rua Borges de Figueiredo, nº. 300 e 510), que foram fundamentais na história industrial da cidade durante grande parte do século XX.
O terreno abrigou diversas atividades diferentes em toda a sua história. Após sua construção em 1909, o local contava com uma indústria gráfica e uma fábrica de óleo. No entanto, com seu desenvolvimento e os investimentos do empresário italiano Egídio Pinotti Gamba, cresceu em grande escala nas primeiras décadas do século XX. Em 1934, na fusão dos Grandes Moinhos Gamba com as Indústrias Minetti passou a receber diversas atividades como produção de tecido, farinha, sabão, óleo vegetal, entre outros produtos.
Na década de 50, parte do terreno foi comprado pelo Grupo Bunge, que passou a operar as atividades. Já na década de 70, foi a vez do empresário húngaro naturalizado brasileiro Péter Murânyi comprar a parte do Grupo Bunge e operar industrialmente.
Após um período de abandono, o local foi alugado por um grupo de empresários em 1994 e virou uma casa noturna, chamada Moinho Santo Antônio, que durou até o início dos anos 2000. Depois, a Moinhos Eventos Ltda alugou o local e passou a promover eventos como casamentos e festas de formatura até o ano de 2013, quando o contrato de aluguel com os proprietários não foi renovado. Atualmente encontra-se em desuso e em estado de má conservação.
O local em que ficam localizadas as antigas fábricas foi oficialmente tombado pelo CONDEPHAAT em 2007.

## História

### Construção e primeiros anos
Levantamentos feitos do Arquivo Histórico do Departamento de Patrimônio Histórico (DPH) apontam que os imóveis foram construídos no ano de 1909, pela Sociedade Anônima Casa Vanorden, que era a dona da propriedade na época. O projeto arquitetônico para a obra foi feito pelo arquiteto Jorge Krug. O local teria abrigado inicialmente os escritórios da empresa, além de uma indústria gráfica.
Ao mesmo tempo, no entanto, novas aquisições estavam sendo feitas, como a solicitação do empresário italiano Egídio Pinotti Gamba, que pediu à Prefeitura para que pudesse construir ali uma fábrica de tecidos. A ideia do empreendedor era investir em atividades que exigiam pouca injeção de capital em um terreno que tivesse uma boa localização. Um dos bairros com baixo custo e que tinha a facilidade de ser próximo de uma ferrovia era a Mooca, o que justifica a decisão de Egídio Pinotti Gamba.
Após a consolidação no local, foi solicitado à Prefeitura de São Paulo um projeto de ampliação e modificação do local, já que a Casa Gamba & Cia, nome inicial da empresa de Egídio Pinotti Gamba, gostaria de construir ali um moinho de trigo e arroz. Logo após o pedido, a razão social se alteraria para Grandes Moinhos Gamba SA.

### Consolidação dos Grandes Moinhos Minetti Gamba
Aos poucos, os Grandes Moinhos Gamba passaram a se apropriar de outras empresas no local. Primeiramente, os Grandes Moinhos Gamba adquiriram o terreno da Standard Oil, no lote da Casa Vanorden, já que Egídio Pinotti Gamba planejava para o local, em solicitação à Prefeitura de São Paulo, a construção de uma fábrica de sabão, óleo e glicerina.
Neste ano, estima-se que cerca de 300 metros dos terrenos da Casa Vanorden e Duchen passaram a pertencer aos Grandes Moinhos Gamba.

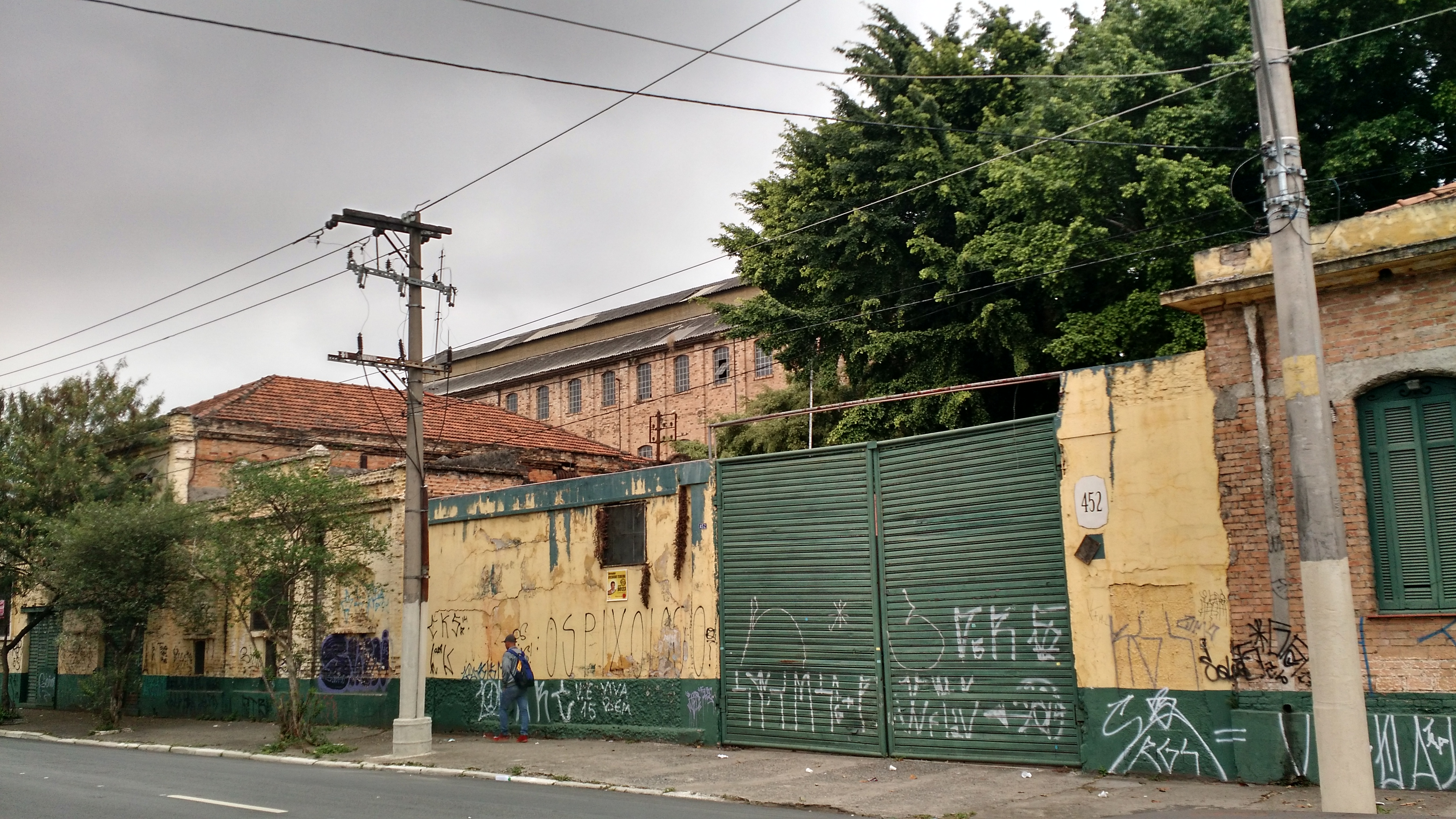
Vista de uma das fábricas presentes nos Moinhos

Entre 1917 e 1918 foram instaladas outras obras no local, como um galpão para refinação de açúcar. 
Os documentos históricos costumam causar confusão em relação às propriedades pertencentes aos Grandes Moinhos Gamba e as Indústrias Minetti. No entanto, as duas empresas acabam se fundindo no ano de 1934 e formando um só grande grupo empresarial, os Grandes Moinhos Minetti Gamba, que foi dono de grande parte das propriedades do local durante as décadas seguintes.

### Incêndios e saques
Durante a consolidação da atividade industrial dos Grandes Moinhos Minetti Gamba, o local foi alvo de diversos saques e incêndios, que danificaram parte da estrutura das fábricas na época. Este fenômeno acontecia principalmente em épocas de guerra civil, como na Revolução de 1924.

### Auge da produção industrial
No principal momento de funcionamento dos Grandes Moinhos Minetti Gamba, após a fusão das duas empresas em 1934, o local passou a abrigar atividades de larga escala industrial.
A união das duas empresas possibilitou a ampliação e modernização do local, consolidando diversos produtos no mercado. Entre os principais estavam as farinhas Maria, de primeira qualidade, e Savóia, de segunda linha. Além deles, o sabão Negrinho e o óleo vegetal Sublime, que era de alto custo, também faziam parte da linha principal de fabricação.

### Declínio
O grande grupo empresarial formado pelos Grandes Moinhos Gamba e as Indústrias Minetti se desintegrou na década de 60. Com isso, as propriedades voltam a ser desmembradas em diversas pequenas empresas.
Um pouco antes, durante a década de 50, o Grupo Bunge já havia adquirido uma parte da Minetti, e operou os moinhos até meados de 1970. Depois, o empresário húngaro naturalizado brasileiro Péter Murânyi comprou a parte da Bunge e operou industrialmente. Após seu falecimento, o local passou a pertencer a uma fundação que levava seu nome. Até que, em 1994, após abandono, o espaço foi alugado pela Moinhos Eventos, que transformou o local em uma casa noturna e de lazer.

### Moinho Santo Antônio e Moinho Eventos
O espaço foi alugado por um grupo de empresários de sucesso da noite paulistana no ano de 1994 e se tornou uma badalada casa noturna denominada Moinho Santo Antônio, que durou até o início do ano 2000.

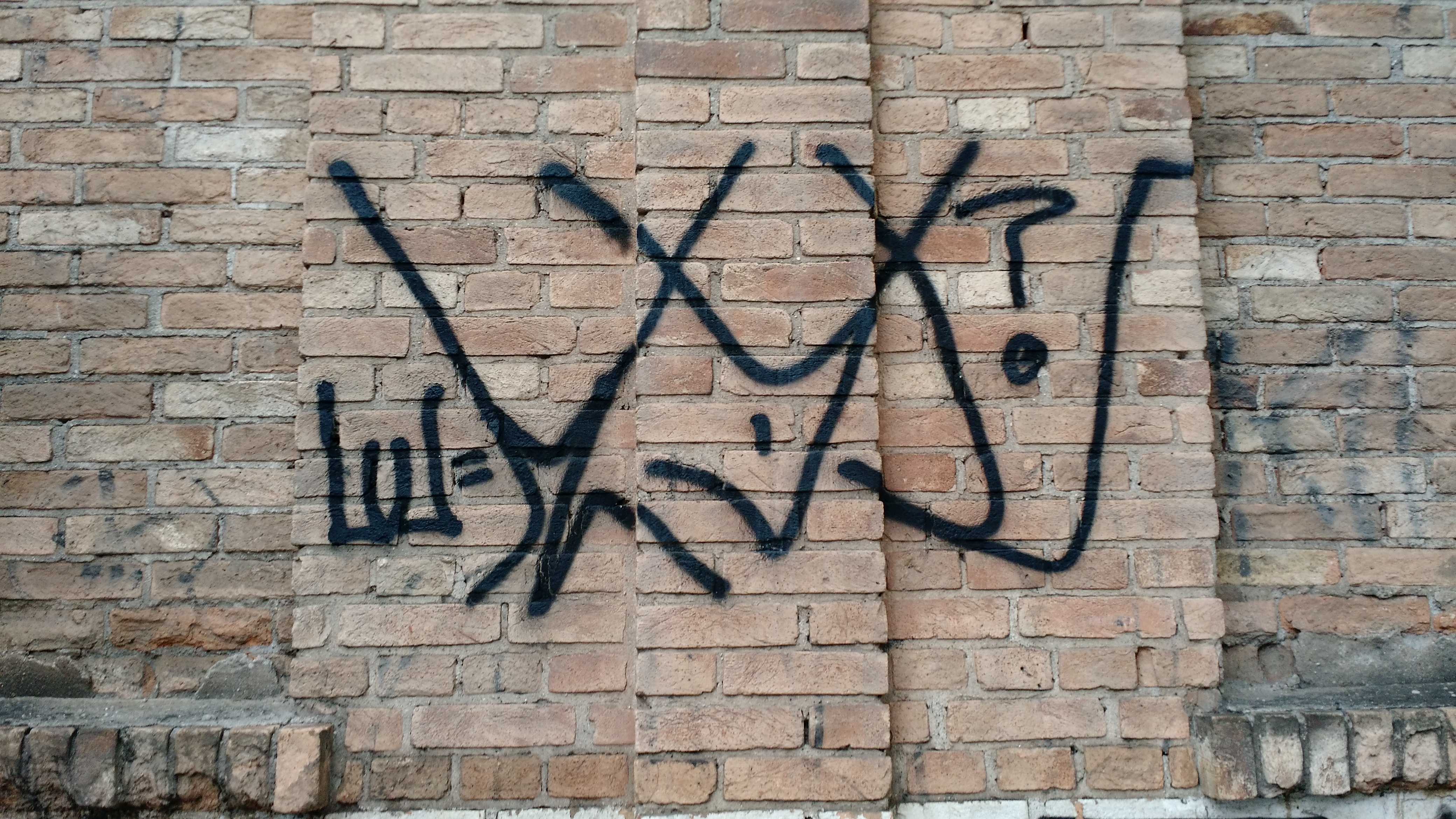
Pichações tomam conta dos Grandes Moinhos Minetti Gamba

Após o encerramento das atividades da casa noturna, a empresa Moinho Eventos Ltda alugou o espaço e transformou em um local de eventos de entretenimento e lazer, sendo alugado por pessoas físicas e jurídicas para festas de formatura, casamento, confraternizações de empresas, entre outros.
O espaço era preenchido por diversos ambientes, áreas de lazer, fontes, salas, salões e uma área verde de 1.200m².
Após anos de funcionamento, a empresa teve o encerramento de suas funções por meio de uma ordem judicial, que decretou o despejo da Moinho Eventos Ltda no ano de 2013.
Em nota oficial, a Moinho Eventos Ltda divulgou a ordem de despejo dada pelo Juiz de Direito da 7ª Vara Cível do Foro Central, justificando diversas tentativas de renovação de contrato com o proprietário, que foi irredutível nas negociações. A empresa ainda prometeu honrar os vínculos já fechados com as partes que já haviam solicitado o serviço ou através da mudança de local ou do ressarcimento do dinheiro.

## Egídio Pinotti Gamba
Egídio Pinotti Gamba, empresário italiano que teve sucesso econômico no país, foi o principal responsável pelo crescimento da área que envolveu os Grandes Moinhos Minetti Gamba. Nascido em Revere, na Itália, em 29 de março de 1872, chegou ao Brasil ainda jovem, com apenas 10 anos de idade, e já começou sua caminhada no comércio.
Possuindo um espírito empreendedor, Egídio Pinotti Gamba iniciou sua trajetória empresarial investindo em produtos que necessitavam de pouca injeção de capital. Este foi inclusive um dos motivos para a escolha do bairro da Mooca para a instalação de seu negócio, já que o preço do terreno e a facilidade de transporte por ser próximo a uma ferrovia eram um atrativo para a região.

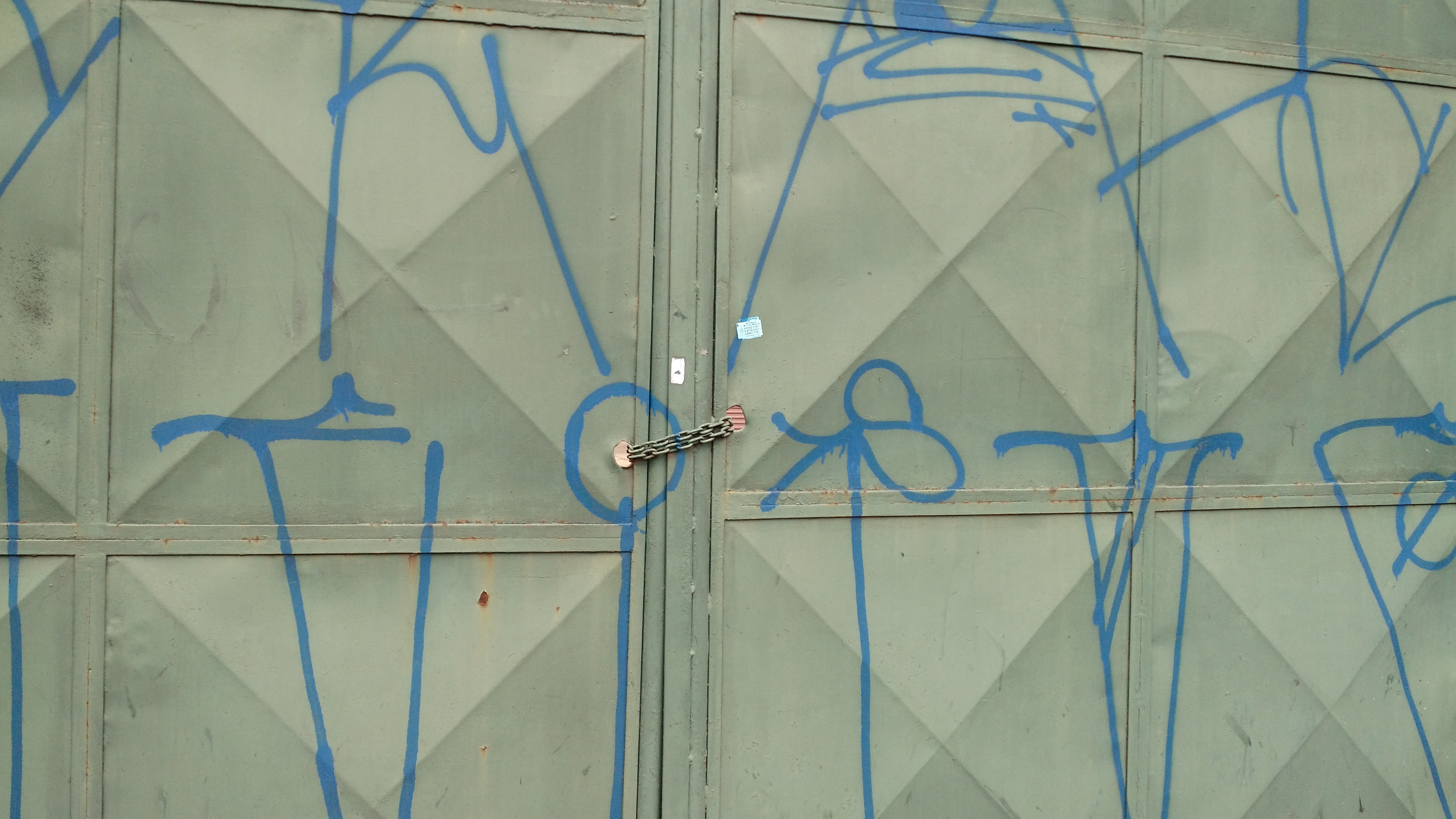
Os Moinhos Minetti Gamba encontram-se fechados

A compaixão com seus compatriotas, inclusive, o ajudou a criar empatia e evoluir seus negócios. Como o bairro da Mooca possuía uma grande colônia italiana, grande parte da mão de obra dos Moinhos era feita por imigrantes vindos da Itália. Os benefícios, porém, eram recíprocos, já que Egídio Pinotti Gamba também criava ações financeiras, principalmente em sua passagem pelo cargo de tesoureiro da Societá Italiana di Beneficenza, para auxiliar imigrantes italianos com dificuldades financeiras.
A ajuda também era observada entre o alto empresariado. A presença de grandes empresários italianos na cidade de São Paulo no período de início do século XX possibilitava que este grupo criasse sua própria casa bancária para facilitar créditos para investimentos em São Paulo. Com isso, Egídio Pinotti Gamba participa da criação de dois grandes bancos de crédito da época: o Banco Commerciale Italiano di São Paulo e o Banco Italiano del Brasilie.
A parceria com empresários italianos e a evolução dos Moinhos Gamba fez Egídio Pinotti Gamba atingir um alto patamar financeiro, construindo inclusive uma mansão na região da Avenida Paulista, localizada na esquina da Avenida Brigadeiro Luiz Antônio. Atualmente, o local abriga o Edifício Nações Unidas.
Um dos grandes parceiros de Egídio Pinotti Gamba em suas instituições bancárias era o Conde Francesco Matarazzo, famoso empresário italiano. Esta parceria fez com que Egídio Gamba alavancasse suas indústrias e entrasse em um seleto grupo de empresários italianos que prosperaram na cidade de São Paulo. Além disso, o empresário deixou um grande legado no desenvolvimento da indústria brasileira.

## Características arquitetônicas
A área que envolve todo o complexo de fábricas dos Grandes Moinhos Minetti Gamba foi construída e consolidada com o passar dos anos, seguindo o ambicioso projeto expansionista de Egídio Pinotti Gamba. Passando por diversas reformas, o terreno esteve em processo de construção e expansão entre os anos de 1909 e 1938.
A construção inicial foi projetada pelo arquiteto Jorge Krug, em 1909. Depois vieram três grandes reformas e projeto de expansão no local, com liderança de Augusto Fried, em 1912, João Grass, em 1916, e Antonio Ambrogi, em 1928.
O terreno tem como área total 27.518m², com as duas frentes, tanto do lado da Rua Borges de Figueiredo quanto os da ferrovia, medindo 322 metros de comprimento. As duas laterais possuem 85,45 metros de comprimento.

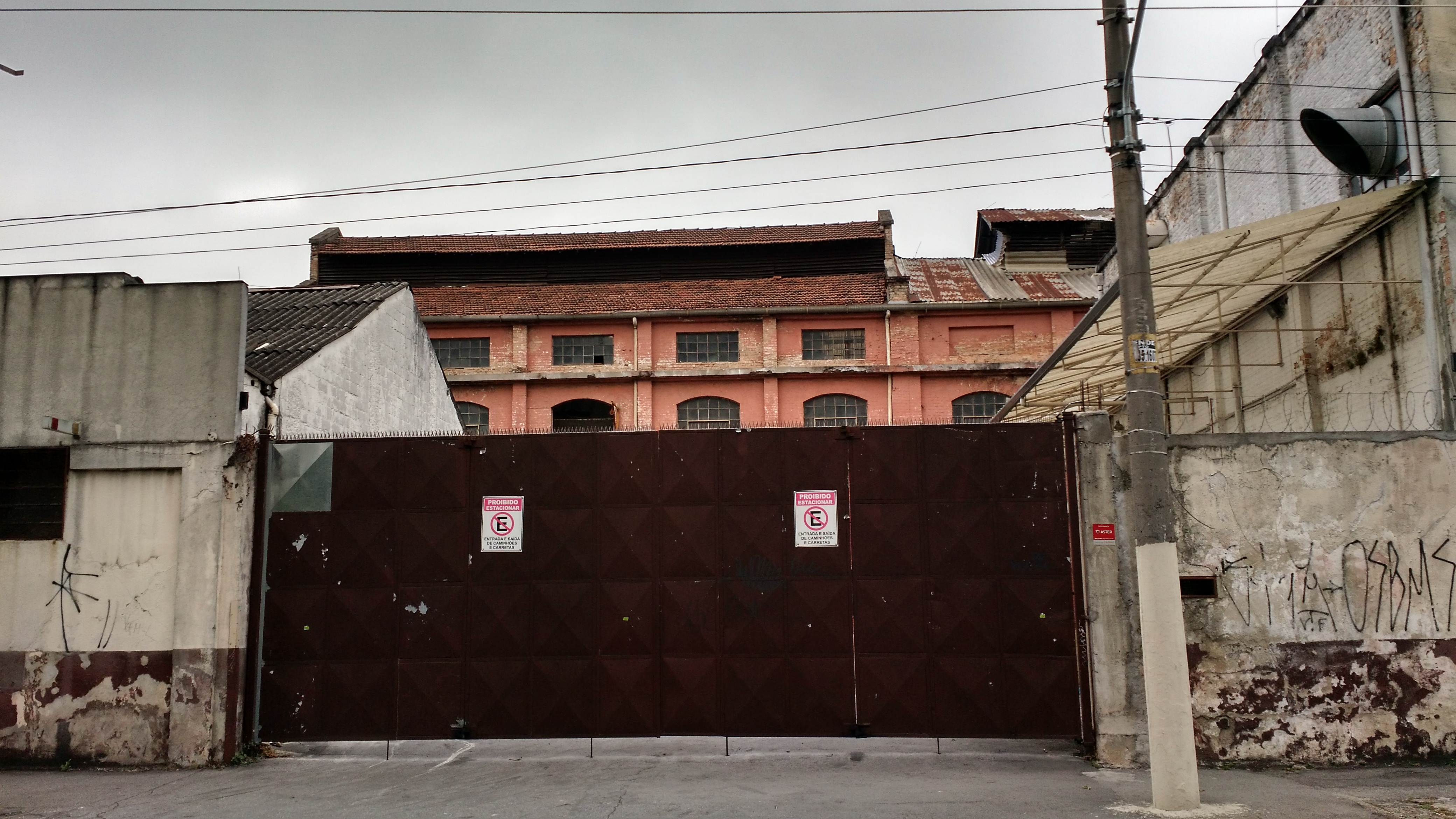
Características arquitetônicas eram voltadas para uma melhor produção industrial

Dentro da área dos Grandes Moinhos Minetti Gamba destaca-se o tamanho do moinho de trigo, que possui 21,5 metros, e o de óleo e glicerina, com 16 metros.
Os desenhos arquitetônicos dos moinhos foram pensados primordialmente para melhor atenderem às linhas de produção, seguindo o modelo de produção alimentícia de Oliver Evans, que em 1914 foi adaptado por Henry Ford em sua linha de produção de automóveis.
Portanto, todos os modelos arquitetônicos eram realizados para um melhor aproveitamento da produção industrial, visando alternativas para facilitar fatores como o posicionamento de máquinas, adaptação aos sistemas de energia, entre outras medidas para um melhor andamento das fábricas e moinhos. Com isso, o tratamento plástico e decorativo das construções era deixado em segundo plano.

## Significado histórico e cultural
Entre os fatores citados para a viabilização do processo está a importância do patrimônio histórico para o desenvolvimento do bairro da Mooca e da indústria na cidade de São Paulo no século XX em geral.

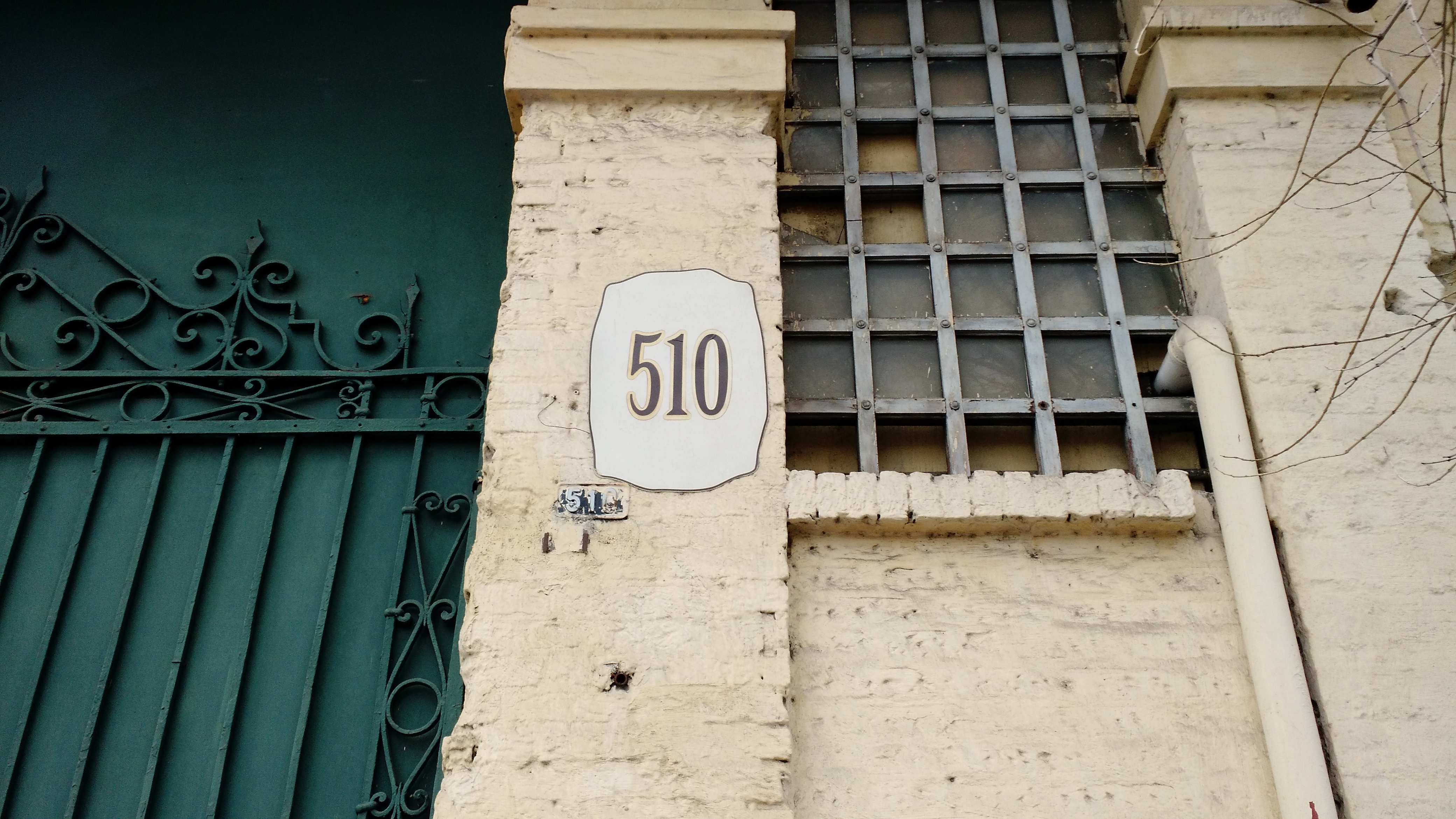
Tombamento envolveu área entre os números 300 e 510 da Rua Borges de Figueiredo

Outro fator importante citado é a relevância tanto das fábricas quanto dos armazéns para a evolução das técnicas de produção no município de São Paulo no período, servindo como um dos pioneiros de algumas técnicas industriais.
Por último, é citada a oportunidade de aprender sobre a história evolutiva de dois grandes grupos empresariais da cidade de São Paulo no século XX: os Grandes Moinhos Gamba e as Indústrias Minetti.

### Tombamento
A oficialização do tombamento dos Grandes Moinhos Minetti Gamba aconteceu no ano de 2007, por meio do CONDEPHAAT.
O processo de tombamento envolveu a área envolta entre os números 300 e 510 da Rua Borges de Figueiredo, no bairro da Mooca.

## Projeto de Condomínio Residencial
O local também foi alvo do interesse imobiliário, com a apresentação de um projeto para a construção de um grande condomínio residencial na área. Em abril de 2006, foi registrada a venda do imóvel para a Moinho S/A Empreendimentos Imobiliários. A intenção era a construção de quatro torres de apartamento, com 20 andares cada, preservando somente o moinho de trigo do antigo conjunto de fábricas, que seria doado à Prefeitura de São Paulo.

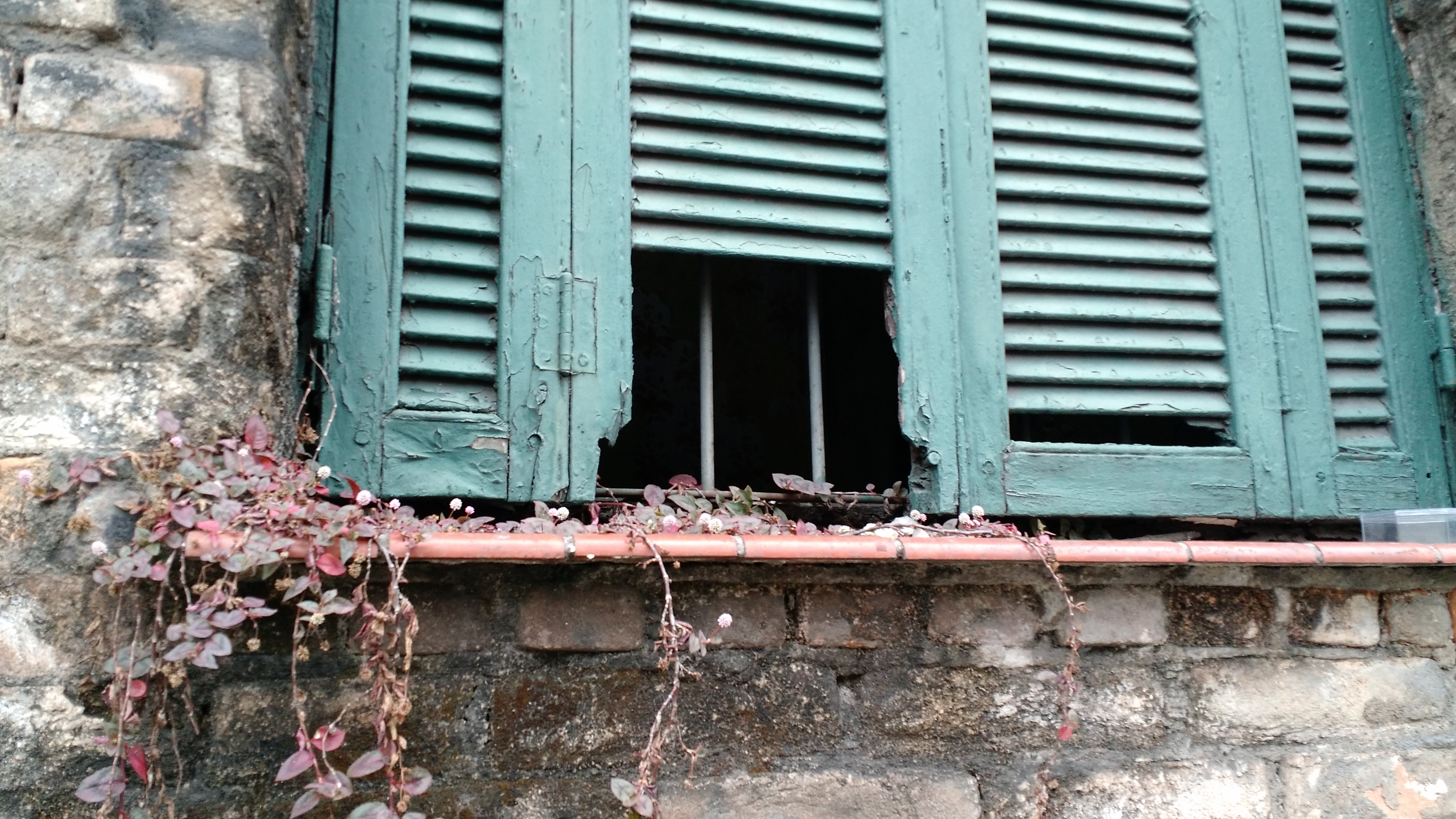
Área encontram-se em estado de má conservação

O projeto tinha como diretriz a preservação tanto do ambiente presente nos locais das antigas fábricas dos Grandes Moinhos Minetti Gamba quanto a preservação de parte da estrutura. O lote do Moinho Santo Antônio, em que se localizava a fábrica de farinha, seria mantido e seria doado para a Prefeitura de São Paulo para a manutenção de seus valores históricos. O restante seria remodelado para a construção do condomínio.
A Associação Comercial de São Paulo, a Subprefeitura da Mooca e a Associação dos Moradores e Amigos da Mooca, no entanto, assinalavam positivamente para o empreendimento, porém, exigiam a preservação das fábricas existentes dentro da área dos antigos Moinhos Minetti Gamba e o tombamento da área envolvida.
Em virtude da oficialização do tombamento, no ano de 2007, o projeto de construção do condomínio acabou sendo deixado de lado.

## Estado atual
Os Grandes Moinhos Minetti Gamba se encontram atualmente em estado de abandono. Após o encerramento do contrato de aluguel da Moinhos Eventos Ltda, no ano de 2013, os portões do patrimônio histórico foram trancados. É possível ver cadeados nas portas principais, janelas e telhas quebradas, pichações, e crescimento de vegetação nas paredes do lado externo.  

## Galeria

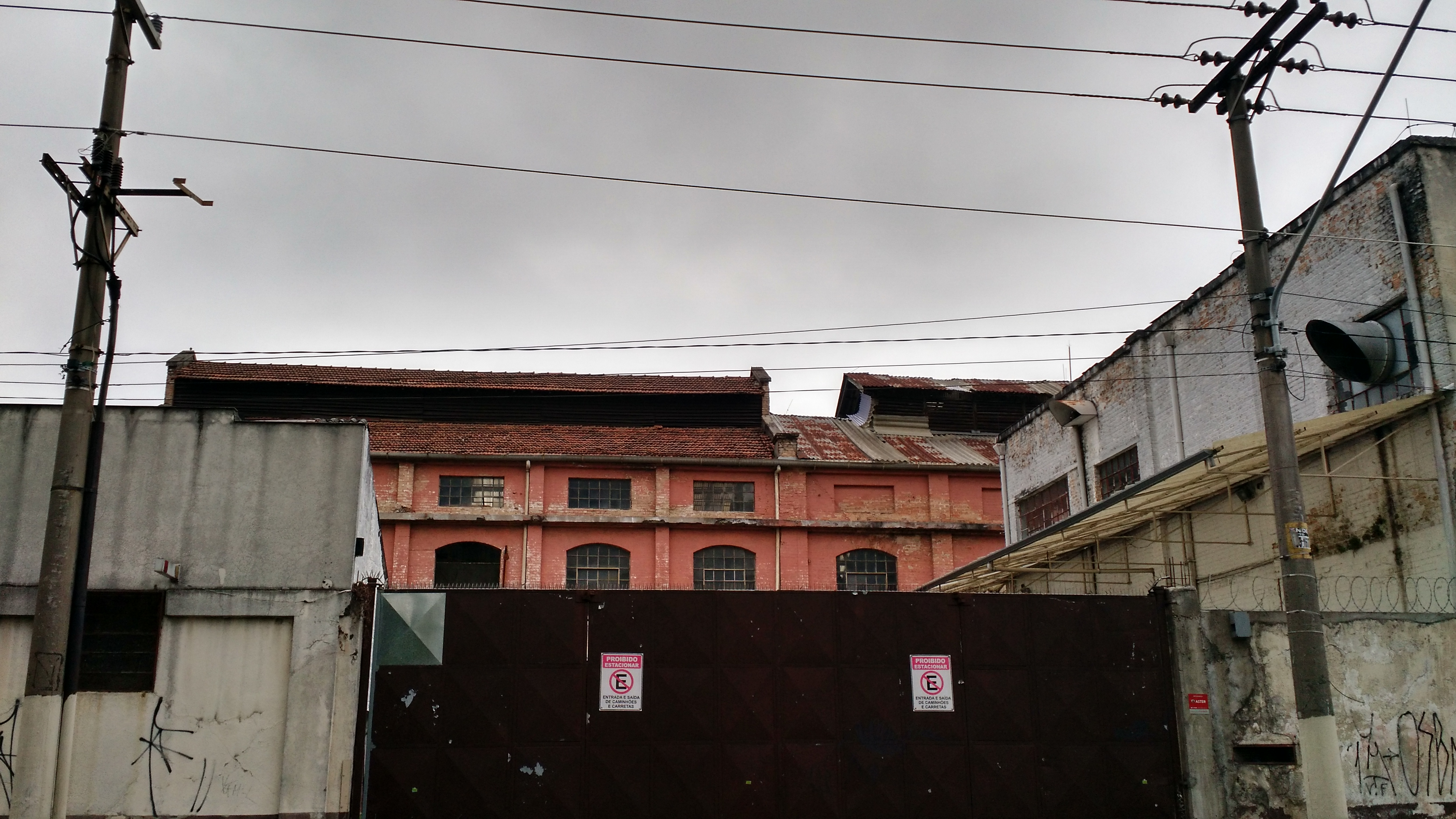
Um dos prédios do grande complexo dos Moinhos Minetti Gamba
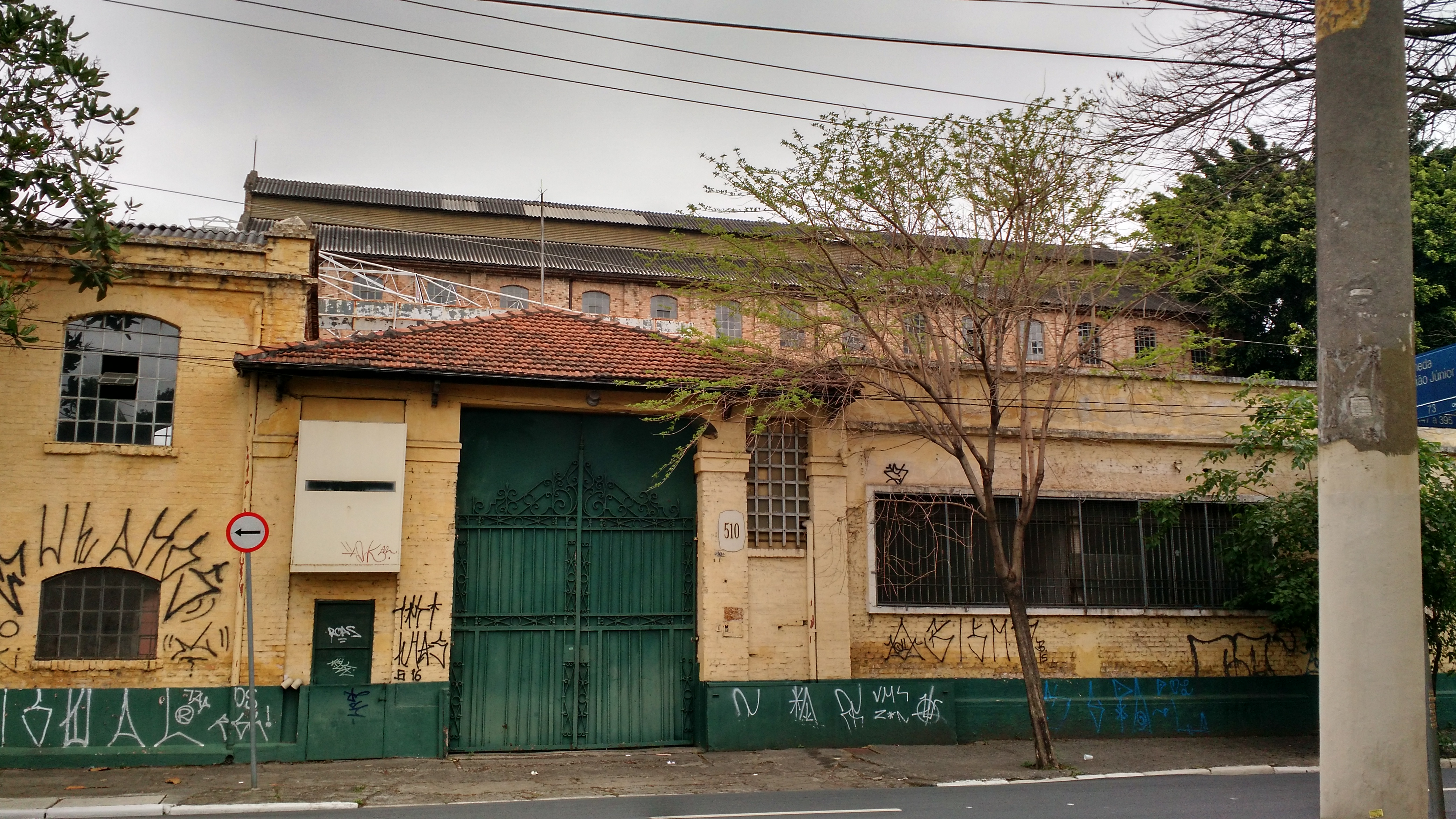
Vista de uma das entradas principais dos Moinhos Minetti Gamba
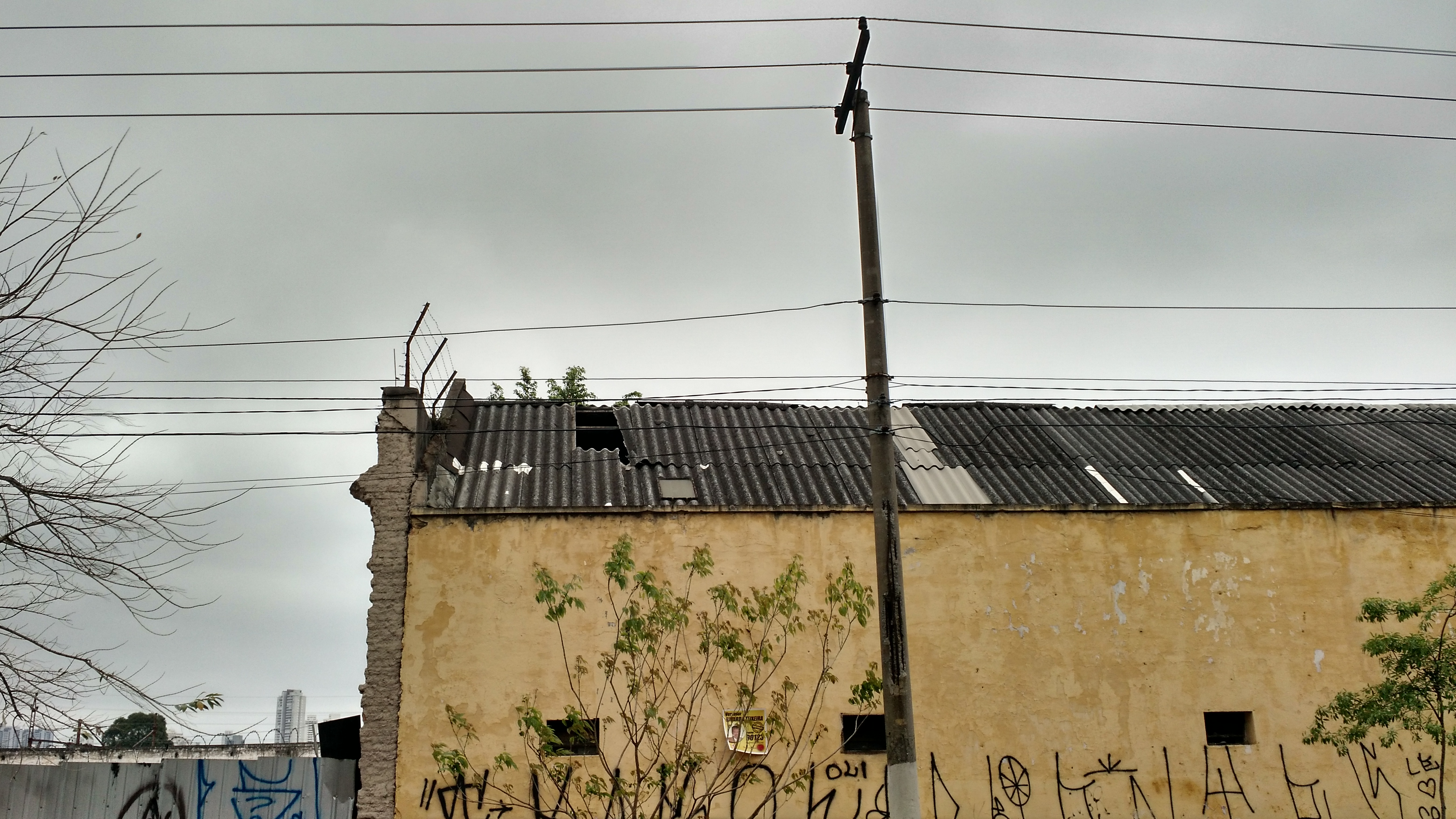
Complexo encontra-se em má conservação
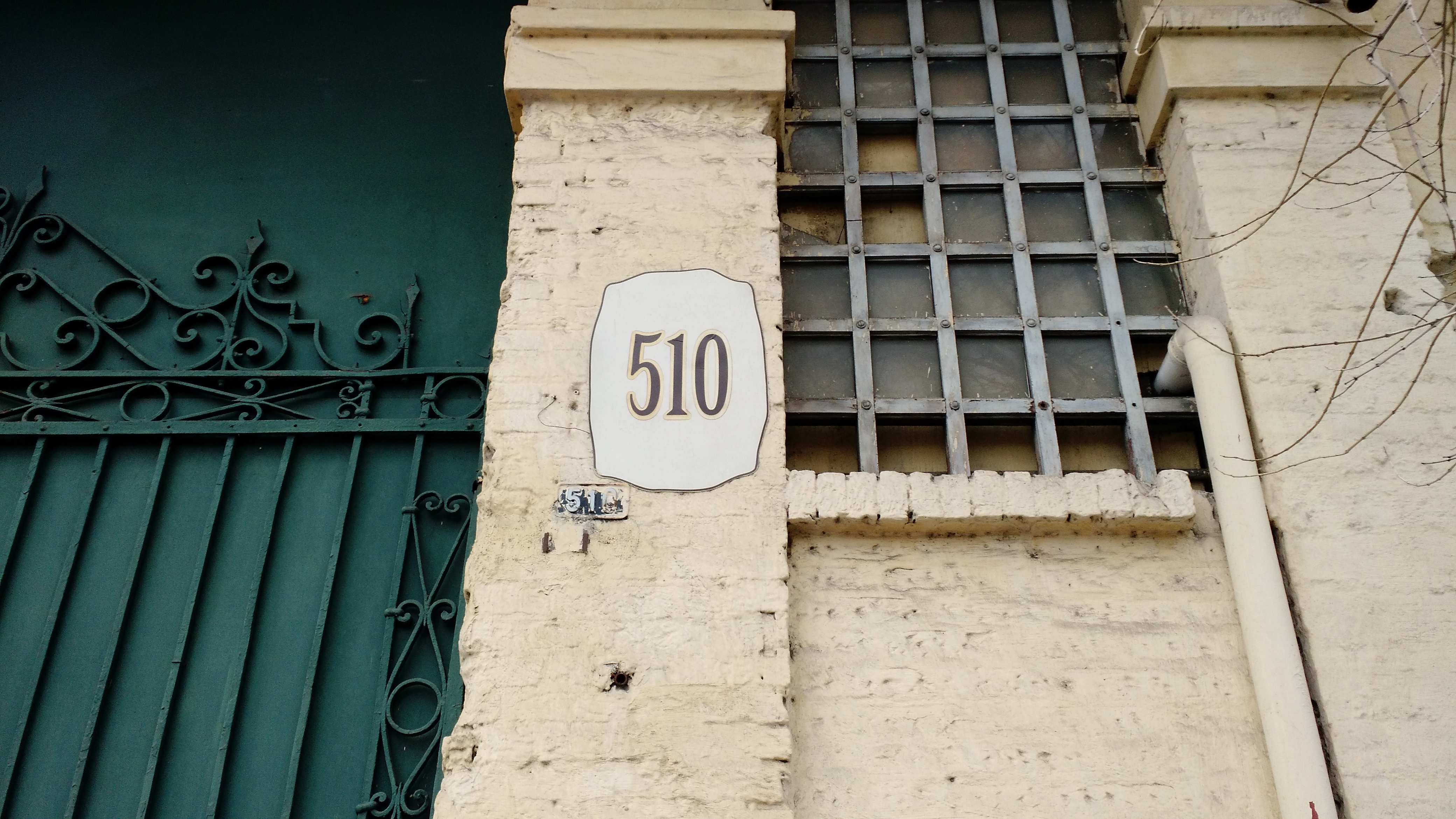
Umas das principais entradas dos Moinhos Minetti Gamba
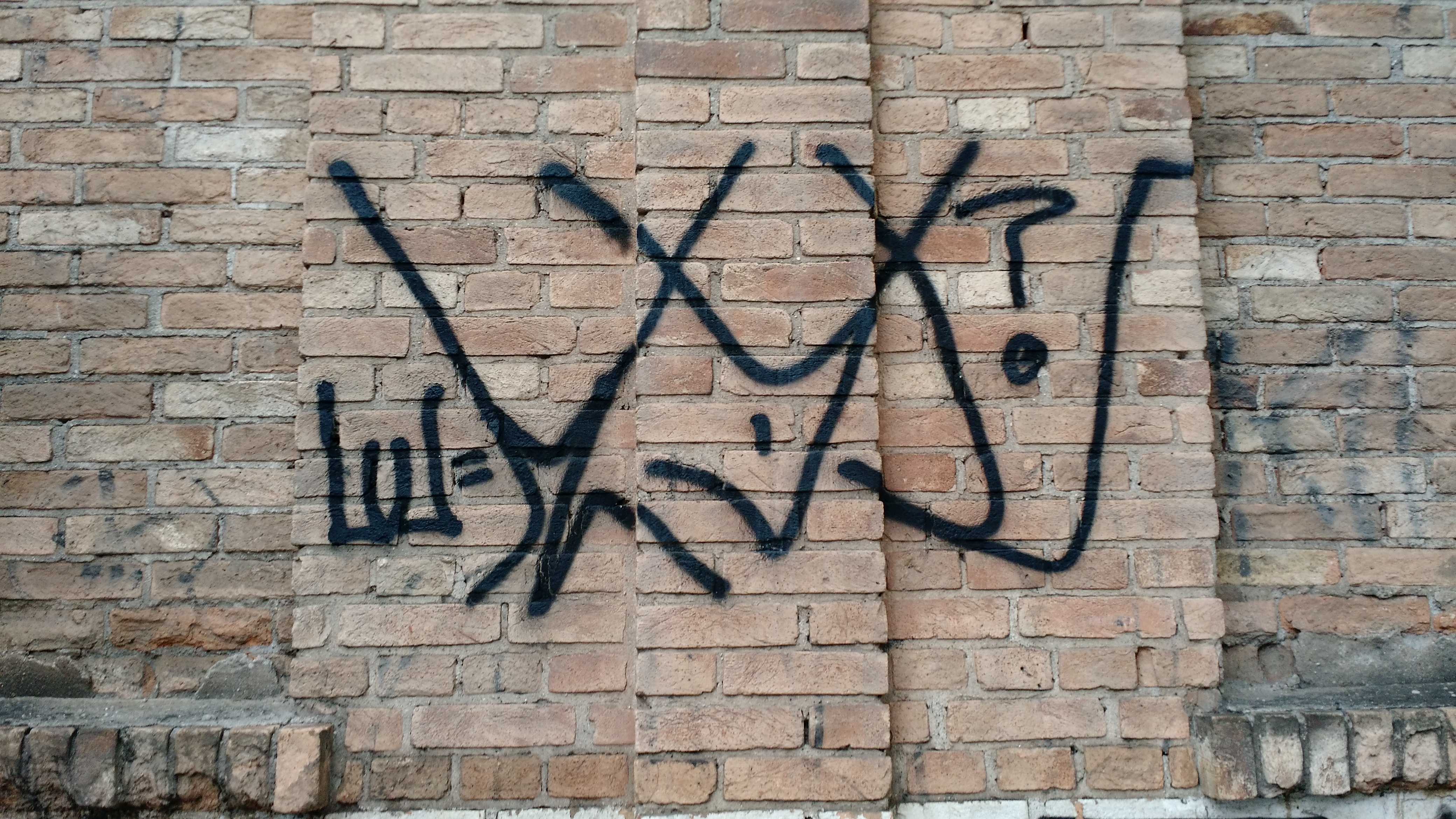
Pichações tomam conta da fachada externa
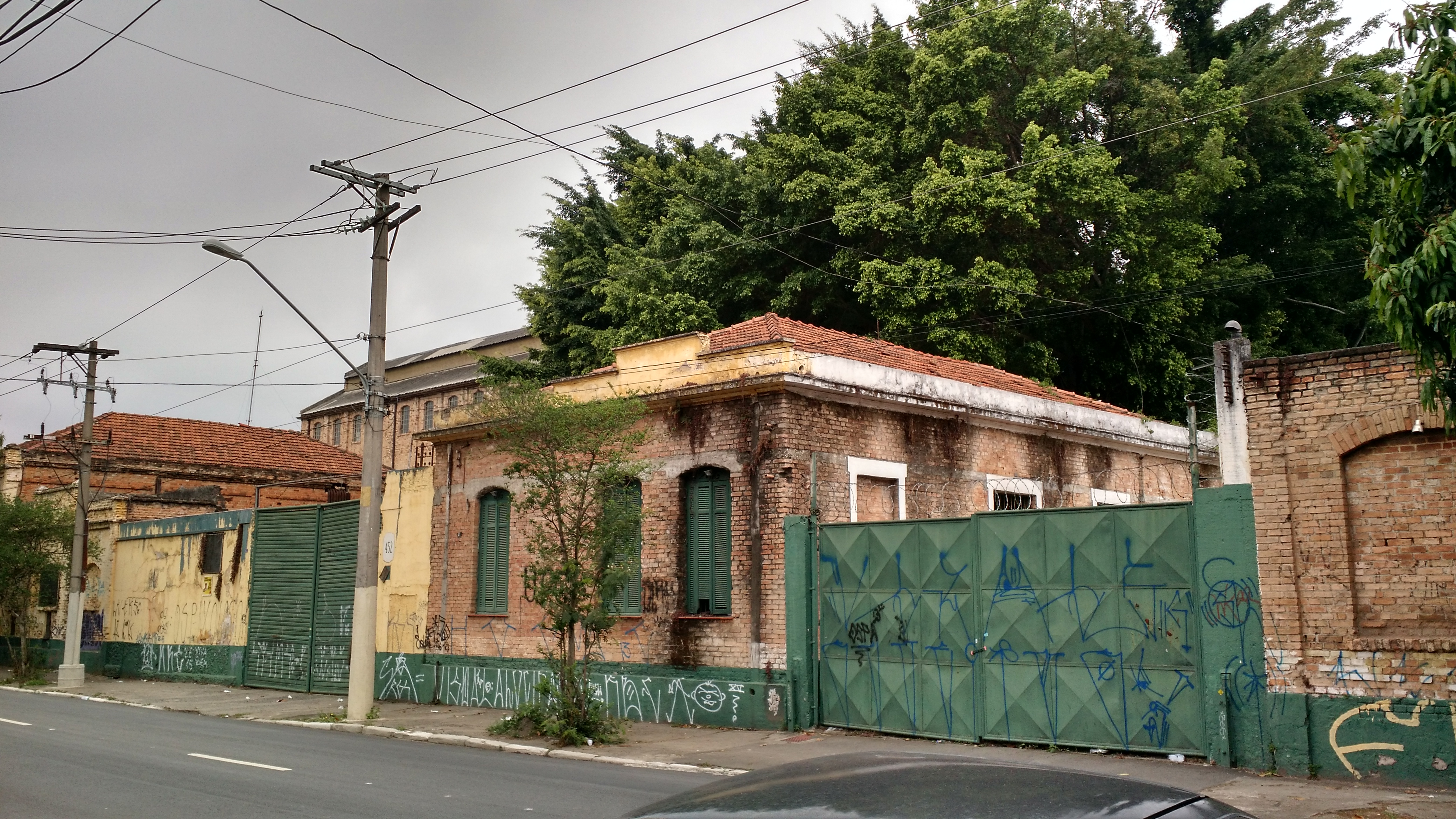
Vegetação toma conta aos poucos do local